# Triangle de Kepler

Un triangle de Kepler, rectangle, comprend trois côtés dont les carrés respectifs (indiqués dans les carrés jaunes) sont en progression géométrique selon la raison du nombre d'or.

Un triangle de Kepler est un triangle rectangle dont les carrés des longueurs des côtés sont en progression géométrique selon la raison du nombre d'or {\displaystyle \varphi ={\frac {1+{\sqrt {5}}}{2}}}. Les rapports des longueurs des côtés sont donc 1 : √φ : φ (approximativement 1 : 1,272 : 1,618).
Les angles non droits valent {\displaystyle \arcsin {1 \over \varphi }} et {\displaystyle \arcsin {1 \over {\sqrt {\varphi }}}} radians, soit environ 38° et 52°.
Les triangles possédant de telles propriétés portent le nom du mathématicien et astronome allemand Johannes Kepler (1571-1630), qui le premier démontra que ces triangles sont caractérisés par un rapport entre le petit côté et l'hypoténuse égal au nombre d'or. Ces triangles combinent le théorème de Pythagore et le nombre d'or, notions qui fascinaient Kepler. 
Particularité : dans ces triangles, une hauteur, une médiane, et une bissectrice sont concourantes (hauteur relative à l'hypoténuse, médiane relative au petit côté de l'angle droit et  bissectrice relative à l'autre côté de l'angle droit). 

## Orthogonalité
Le fait qu'un triangle de côtés 1, √φ et φ forme un triangle rectangle provient de la propriété du nombre d'or φ:
{\displaystyle \varphi ^{2}=\varphi +1}
que l'on peut réécrire :
{\displaystyle (\varphi )^{2}=({\sqrt {\varphi }})^{2}+(1)^{2}.}
La réciproque du théorème de Pythagore permet d'en déduire que ce triangle est rectangle.

## Caractérisation parmi les triangles rectangles
A similitude près, le triangle de Kepler est l'unique triangle rectangle dont les longueurs des côtés sont en progression géométrique.
En effet si {\displaystyle r} est la raison de cette progression, la condition de Pythagore s'écrit {\displaystyle 1+r^{2}=(r^{2})^{2}} soit {\displaystyle r^{2}=\varphi ,r={\sqrt {\varphi }}}.

## Relation aux moyennes arithmétique, harmonique et géométrique
Pour deux nombres réels positifs, leur moyenne arithmétique, leur moyenne géométrique, et leur moyenne harmonique sont les longueurs des côtés d'un triangle rectangle si et seulement s'il s'agit d'un triangle de Kepler.

Une méthode pour construire un triangle de Kepler à l'aide d'un rectangle d'or.

## Construction
Un triangle de Kepler peut être construit à la règle et au compas en créant d'abord un rectangle d'or :
1. construire un carré ;
2. tracer un segment reliant le milieu d'un côté du carré à un sommet du côté opposé ;
3. utiliser ce segment comme rayon pour tracer un arc déterminant la longueur du rectangle ;
4. achever le rectangle d'or ;
5. utiliser le côté le plus long de ce rectangle pour tracer un arc qui coupe le côté opposé du rectangle ;
6. utiliser ce point d'intersection pour l'hypoténuse du triangle de Kepler.

Kepler l'a construit différemment, si l'on en croit une lettre à son ancien professeur Michael Maestlin.

## Une coïncidence mathématique

Le cercle et le carré ont à peu près le même périmètre

Soit un triangle de Kepler de côtés de longueurs a, a√φ, aφ. On considère :
- le cercle circonscrit à ce triangle
- un carré de côté de longueur égale au côté de longueur intermédiaire du triangle.

On constate que les périmètres du carré (4a√φ) et du cercle (aπφ) sont égaux à moins de 0,1 % près.
Il s'agit de la coïncidence mathématique {\displaystyle \pi \approx {4 \over {\sqrt {\varphi }}}}. Le carré et le cercle ne peuvent pas avoir exactement le même périmètre, car sinon ce serait une solution au problème classique de la quadrature du cercle, qui est impossible à résoudre du fait que π est un nombre transcendant.

## Les pyramides d'Égypte
Selon certaines sources, le triangle de Kepler apparaîtrait dans la conception des pyramides d'Égypte,. Néanmoins, il est peu probable que les anciens Égyptiens aient connu le nombre d'or φ et encore moins l'aient utilisé dans leurs bâtiments.

### Crédit d'auteurs
- (en) Cet article est partiellement ou en totalité issu de l’article de Wikipédia en anglais intitulé « Kepler triangle » (voir la liste des auteurs).